# 山崎団地
山崎団地（やまざきだんち）は、かつて神奈川県鎌倉市に立地した日本住宅公団の造成した公団住宅である。

## 概要
昭和31年（1956年）に埼玉県さいたま市の西本郷団地と共に日本住宅公団関東支所初の公団住宅として竣工し、
全ての住棟がテラスハウスで構成されている小規模な団地であった。
この団地の名称は、後に「鎌倉山崎団地（かまくらやまざきだんち）」と改称されている（町田山崎団地と区別するため）。
賃貸住宅を公団住宅とする場合においての、神奈川県初の公団住宅でもある。
現在は、住棟の老朽化を理由として建て替えが行われ「レーベンスガルテン山崎」となっている。

## 基本データ（建て替え前）
- 竣工 - 昭和31年（1956年）
- 構成 - 19棟から構成、全116戸
- 所在 - 神奈川県鎌倉市山崎1390

## 住棟構成（建て替え前）
- テラスハウス - 19棟（北・南入り型）

## 交通
- 富士見町駅（湘南モノレール）より徒歩約5分